# Чомаковци
Чомаковци (болг. Чомаковци) — село в Болгарии. Находится в Плевенской области, входит в общину Червен-Бряг. Население составляет 1 116 человек.

## Политическая ситуация
В местном кметстве Чомаковци, в состав которого входит Чомаковци, должность кмета (старосты) исполняет Миладин Данов Младенов (коалиция в составе 2 партий: Демократы за сильную Болгарию (ДСБ), Союз демократических сил (СДС)) по результатам выборов правления кметства.
Кмет (мэр) общины Червен-Бряг — Данаил Николов Вылов (независимый) по результатам выборов в правление общины.